# Sergio Sánchez Ortega
Pour les articles homonymes, voir Ortega.
Sergio Sánchez Ortega, né le 3 avril 1986 à Mataró en Catalogne, est un footballeur espagnol qui évolue au poste d'arrière droit ou de défenseur central à l'Albacete Balompié, en prêt du Cádiz CF.

## Biographie
Né à Mataró près de Barcelone, Sergio Sánchez est formé à l'Espanyol de Barcelone dont il intègre l'équipe professionnelle en 2005. En 2007, il est repéré par le Real Madrid CF qui se le fait prêté pour 6 mois pendant lesquels il joue pour la Castilla, équipe réserve du Real, mais il n'est pas conservé. La saison suivante Sergio est de nouveau prêté, au Racing Santander cette fois, en première division.
De retour à l'Espanyol de Barcelone pour la saison 2008-2009, il y explose et est vu comme un grand espoir du football ibérique. C'est ainsi qu'il est transféré en juillet 2009 au FC Séville pour 4 millions €.
Le 1er janvier 2010, le Séville FC annonce que Sergio Sánchez ne rejouera plus au football tant que des examens approfondis sur son cœur ne démontreront pas que la pratique du football lui est autorisée. Sergio ayant été victime de douleurs thoraciques à plusieurs reprises. Les dirigeants sévillans se souvenant du malheureux Antonio Puerta, mort en plein match en 2007.
Le 21 septembre 2018, libre depuis la fin de son contrat le liant avec l'Espanyol de Barcelone, il s'engage pour deux saisons avec le Cádiz CF, qui évolue alors au sein de La Liga 2.

## Palmarès
- Espanyol Barcelone
  - Vainqueur de la Coupe d'Espagne : 2006
- FC Séville
  - Vainqueur de la Coupe d'Espagne : 2010